# 第14回日劇學院賞
←第13回 - 第14回 - 第15回→
第14回日劇學院賞是針對1997年七到九月在日本播出的連續劇做出投票與評比，這一期一共有二十七部連續劇被提名。

## 得獎名單

### 最優秀作品賞
1. 最後之戀（日语：最後の恋）
2. 海灘男孩
3. 那就是回答！
4. 職員室
5. 戀戀情深～至死不渝的愛～

### 主演男優賞
1. 中居正廣（最後之戀（日语：最後の恋））
2. 三上博史（那就是回答！）
3. 反町隆史（海灘男孩）

### 主演女優賞
1. 常盤貴子（最後之戀（日语：最後の恋））
2. 涼（心魔邊緣）
3. 安達祐實（千面女郎）

### 助演男優賞
1. 萩原聖人（那就是回答！）
2. 玉置浩二（戀戀情深）
3. 川岡大次郎（最後之戀（日语：最後の恋）、海灘男孩）

### 助演女優賞
1. 廣末涼子（海灘男孩）
2. 菅野美穗（失樂園）
3. 菊池麻衣子（男人向前走）

### 主題歌賞
1. 小田和正：想要傳達的事（最後之戀（日语：最後の恋））
2. THE YELLOW MONKEY：BURN（職員室）
3. 反町隆史&瑞奇·山波拉：Forever（海灘男孩）

### 其他
- 新人俳優賞：川岡大次郎（最後之戀（日语：最後の恋）、海灘男孩）
- 最佳服裝賞：川島直美（失樂園）
- 腳本賞：岡田惠和（海灘男孩）
- 監督賞：若松節朗、西谷弘（這就是回答！）
- 攝影賞：海灘男孩
- 卡司賞：海灘男孩
- 片頭賞：加藤貴、岩下綠（相愛月明時）
- 電視週刊特別賞：千面女郎

## 讀者投票結果

### 作品賞

#### 男性票
1. 海灘男孩
2. 最後之戀（日语：最後の恋）
3. 這就是回答！
4. 戀戀情深
5. THE BODY GUARD
6. 職員室
7. 失樂園
8. 相愛月明時
9. 刑事純情派
10. 千面女郎

#### 女性票
1. 最後之戀（日语：最後の恋）
2. 海灘男孩
3. 相愛月明時
4. 這就是回答！
5. 千面女郎
6. 一切為妳
7. 戀戀情深
8. 超能偵察員
9. 心魔邊緣
10. 職員室

### 主演男優賞
1. 中居正廣（最後之戀（日语：最後の恋））
2. 反町隆史（海灘男孩）
3. 三上博史（這就是回答！）
4. 大澤隆夫（一切為妳）
5. 岸谷五朗（相愛月明時）
6. 真田廣之（戀戀情深、新半七捕物帳）
7. 竹野內豐（海灘男孩）
8. 長淵剛（THE BODY GUARD）
9. （超能偵察員）
10. 役所廣司（男人向前走）

### 主演女優賞
1. 常盤貴子（最後之戀（日语：最後の恋））
2. 安達祐實（千面女郎）
3. 涼（心魔邊緣）
4. 淺野溫子（職員室）
5. 江角真紀子（相愛月明時）
6. 原田知世（一切為妳）
7. 川島直美（失樂園）
8. 田中美佐子（智子與知子）
9. 飯島直子（智子與知子）
10. 淺野優子（寶貝兒子）

### 助演男優賞
1. 川岡大次郎（最後之戀（日语：最後の恋）、海灘男孩）
2. 袴田吉彥（最後之戀（日语：最後の恋））
3. 玉置浩二（戀戀情深）
4. 萩原聖人（這就是回答！）
5. 上川隆也（相愛月明時）
6. 田邊誠一（千面女郎）
7. 柏原崇（智子與知子）
8. 鈴木一真（最後之戀（日语：最後の恋））
9. 仲村徹（職員室）
10. 麥可真木（海灘男孩）

### 助演女優賞
1. 廣末涼子（海灘男孩）
2. 細川直美（最後之戀（日语：最後の恋））
3. 野際陽子（職員室、千面女郎）
4. 西尾麻里（最後之戀（日语：最後の恋））
5. 菅野美穗（失樂園）
6. 稻森泉（海灘男孩）
7. 松島菜菜子（戀戀情深）
8. 木村佳乃（相愛月明時）
9. 酒井美紀（這就是回答！）
10. 財前直見（THE BODY GUARD）

### 主題歌賞
1. 小田和正：想要傳達的事（最後之戀（日语：最後の恋））
2. 反町隆史&瑞奇·山波拉：Forever（海灘男孩）
3. THE YELLOW MONKEY：BURN（職員室）
4. ELEPHANT KASHIMASHI：就像今宵之月一樣（相愛月明時）
5. 長淵剛：向日葵（THE BODY GUARD）
6. B'z：Calling（千面女郎）
7. ZARD：永遠（失樂園）
8. 玉置浩二：MR.LONELY（戀戀情深）
9. ULFULS：wonderful world（這就是回答！）
10. 原田知世：真誠（一切為妳）